# Auxa parvidens
Auxa parvidens là một loài bọ cánh cứng trong họ Cerambycidae.